# Стефка Благоева
Стефка Благоева е основателка, диригентка и главна художествена ръководителка на Хора на пловдивските момчета от 1975 година.
Под нейно ръководство хорът участва в редица фестивали в България и Европа. Печели награди от престижни международни конкурси.

## Биография
Стефка Благоева е родена на 22 септември 1938 г. в София, в семейство на потомствени музиканти: баща ѝ е капелмайстор и флейтист, а майка ѝ преподавателка по пиано, дядото Спас Софиялиев е композитор. Завършва музикалното училище в Пловдив и Държавната консерватория в София през 1961 г. с пиано и дирижиране. По-късно специализира при известния диригент проф. Столигрош в Познанската консерватория в Полша.
Работи като диригент в гр. Хасково, Кърджали, Варна и Пловдив. С нейното име е свързана дейността и изявите на Пловдивското Певческо дружество „Ангел Букорещлиев“ и хор „Лидия Душек“ (Варна). През 1975 г. полага основите и създава Хора на пловдивските момчета, чийто диригент и главен художествен ръководител е до смъртта си на 25 август 2000 г.
Хорът на пловдивските момчета и младежи под нейното високо професионално и вещо ръководство много бързо достига национално и международно признание. За кратко време тя го налага и Хора става емблематичен не само за гр. Пловдив, но и за България. Многобройни са успешните участия в престижни музикални конкурси и фестивали в България, както и концертни турнета в редица страни на Европа: Полша, Чехия, Германия, Австрия, Италия, Франция, Испания, Португалия, Швеция, Русия, Украйна, Македония, Естония, Хърватска и др. Под ръководството на Стефка Благоева, хорът бележи непрекъснат възход. От 1-вия фестивал „100 години Априлска епопея“ 1978 г. (където Хора печели и пиано) през Панорама на Хоровото изкуство – София, „Нова българска музика“, Фестивал на мъжките хорове – гр. Габрово, Хорови празници – гр. Шумен, момченцата с къси панталони печелят не само 1-вите награди, но и горещи почитатели.
Връх за изявите на Хора и на творческата дейност на г-жа Благоева е голямата награда „Summa kum laude“ на XXX Европейски хоров конкурс в гр. Неерпелт (Белгия) през 1982 г. I награда na I международен хоров конкурс-гр. Нант-Франция през 1985 г. и III награда на 25-ия международен хоров конкурс за носители на I награди в гр. Толоса (Испания) през 1993 г.
Допринася в учредяването и дейността на световния хор „Малките певци на света“ под егидата на Юнеско през 1992 г.
Под нейно ръководство са осъществени редица международни проекти:
- август 1991 г. телевизионен вариант на „Реквием“ от Моцарт с участието на Белгийската телевизия в Атина, Гърция
- 1992 г. в Белгия и Холандия изпълнение със солисти на „Mesa Solenel“ от Росини
- 1993 г. изпълнение на „Missa Kriola“ от Ариел Рамирес в Скопие (Македония)
- 1995 г. участие в III симфония от Густав Малер с филхармонията на Лоара (Франция), под диригентството на Джеймс Лоугран-Англия.

Под диригентството на Стефка Благоева, хорът има осъществени множество записи в Радио Пловдив и Радио София, 2 филма на Българска национална телевизия и 3 издадени плочи от „Балкантон“и издателство „Azimut“ (Белгия).

## Награди
За висок професионализъм и изключителни постижения в художествено-творческата дейност Благоева става носителка на индивидуални Златни медали и
- лауреат на 4-ти, 5-и, 6-и и 7-и Републикански фестивали
- Орден „Кирил и Методий“-I степен
- медал за заслуги към БНА
- медал на Министерството на културата на Белгия
- плакет на Комитета за култура
- златна значка на ЦС на БПС
- посмъртно е удостоена със званието „Почетен гражданин“ на Пловдив.